# Fumadero de opio

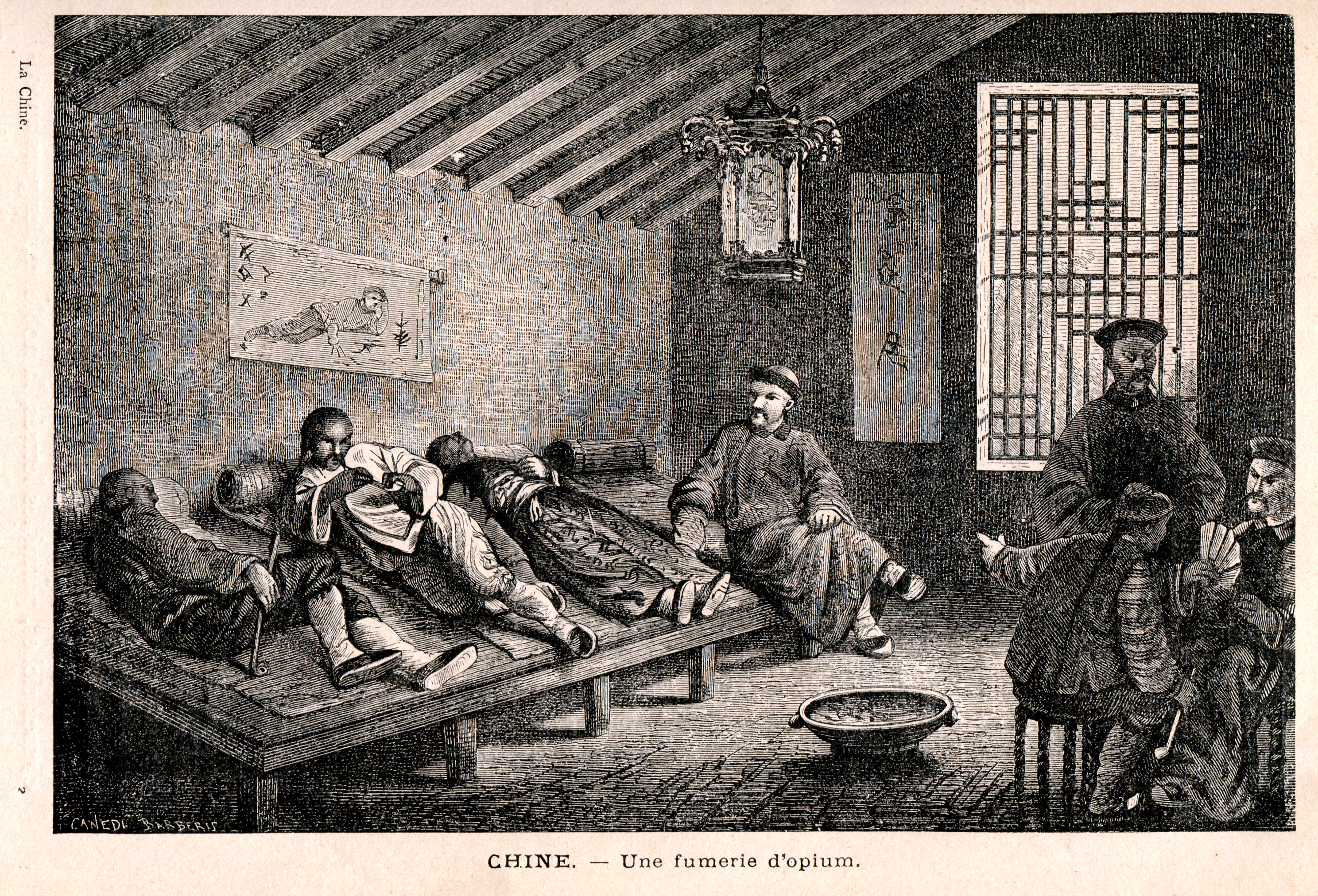
Un fumadero de opio en Pekín, a finales del.

Los fumaderos de opio eran establecimientos donde se vendía y fumaba opio. En el siglo XIX fueron comunes especialmente en China, el sudeste de Asia y los barrios chinos de Norteamérica y Francia.
En Occidente los fumaderos de opio eran frecuentados y asociados con los chinos, ya que generalmente eran administrados por chinos que suministraban el opio y lo preparaban para fumadores no chinos. La mayoría de estos lugares mantuvieron un suministro de parafernalia de opio, como las tuberías y lámparas especializadas que eran necesarias para fumar la droga. Los clientes se reclinaban para sostener las largas pipas de opio sobre las lámparas de aceite, que calentaban la droga hasta que se vaporizara, permitiendo que el fumador inhalara los vapores.
Los fumaderos de opio en China eran frecuentados por todos los niveles de la sociedad, y su opulencia o simplicidad reflejaba los medios financieros de los clientes. En las áreas urbanas de los Estados Unidos, particularmente en la Costa Oeste, había fumaderos de opio que reflejaban lo mejor que se podía encontrar en China, con adornos de lujo y asistentes femeninas. Para la clase trabajadora, había muchas guaridas bajas con mobiliario escaso. Estas últimas guaridas eran más propensas a admitir fumadores no chinos.